# Wu Shaoxiang
Wu Shiaoxiang (吳少湘S; Jiangxi, novembre 1957) è uno scultore cinese.
Vive e lavora tra Pechino, Berlino e la Carinzia, in Austria.

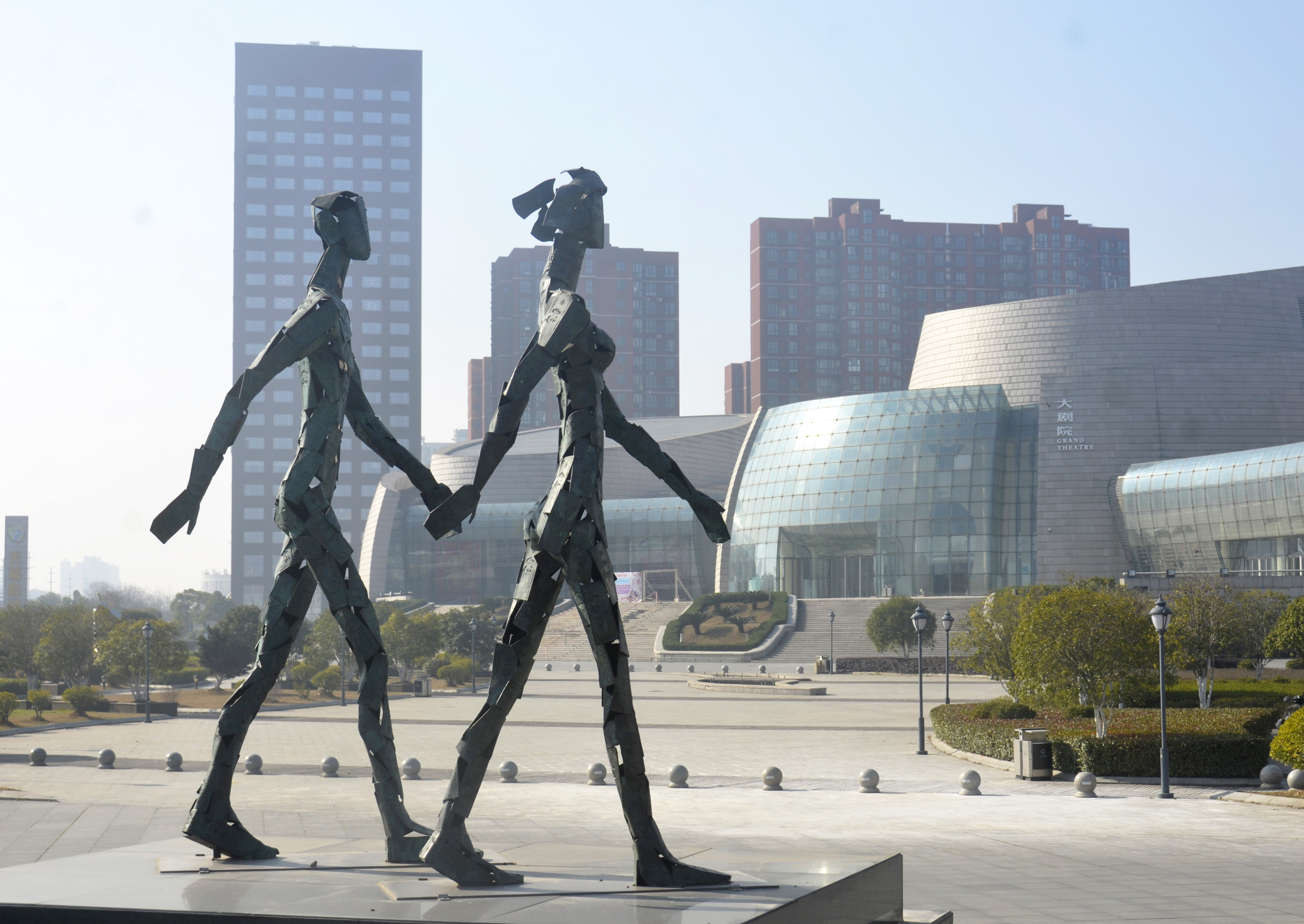
Walking Wealth, 2009, bronzo, collezione del Jiang Xi Art Museum, Nanchang, Cina

## Biografia
Wu Shaoxiang è nato nel 1957 nella provincia di Jiangxi, in Cina. Dopo aver ricevuto un'educazione formale fino all'età di dodici anni, Wu fu mandato a lavorare in una fattoria dove fabbricò mattoni e tagliò legna per costruire travi da costruzione. Solo a ventun anni iniziò la sua carriera come scultore.
Dal 1978 al 1982, Wu studiò scultura all'Istituto di ceramiche Jingdezhen, per poi lavorare per due anni presso l'Associazione Nazionale di Design della Cina a Pechino. Dal 1984 al 1987, ha intrapreso studi post-laurea con lo scultore Professor Zheng Ke, presso la Central Academy of Arts and Design, ora Central Academy of Fine Art, un dipartimento della Tsinghua University a Pechino. In quanto figura importante del movimento artistico cinese New-Wave, Wu ha vinto la prima borsa di studio assegnata dalla città di Pechino ed è stato nominato tra i "Dieci più influenti artisti cinesi d'avanguardia" da Fine Arts of China (allora la rivista più importante di arte moderna in Cina). Dopo il master, ha insegnato presso la Central Academy of Arts and Design. Nel 1988 fu il primo scultore cinese a poter esibire permanentemente una sua opera su suolo pubblico europeo. Nel 1989, Wu, la moglie dello scultore Jiang Shuo e il loro figlio di tre anni emigrarono in Austria, dove la coppia aprì uno studio congiunto. Nel 2006 ha aperto un atelier a Pechino e successivamente, a seguito della sua crescente popolarità, nel 2012 uno a Berlino. Da allora, Wu ha esposto le sue opere in America, Asia ed Europa. Dal 2008 è professore ospite allo Shanghai Institute of Visual Art e dal 2017 ha assunto lo stesso ruolo alla Tianjin Academy of Fine Arts. Le sue sculture sono anche raccolte da musei e istituzioni prestigiose in tutto il mondo.

## Primi lavori
I primi lavori di Wu Shaoxiang che hanno attirato l'attenzione del pubblico erano sculture moderne che mimavano le forme femminili. Esse furono commissionate per diversi luoghi pubblici, tra cui un parco di Pechino, il Teatro dell'Associazione Cinese delle Arti e la Central Academy of Science. Nella sua fase iniziale di scultore, Wu fu influenzato principalmente dal modernismo occidentale. La sua "Outcry Series", creata durante la metà degli anni '80, assomigliava alla rappresentazione stilistica di scultori come Arp e Brâncuşi, ma pure al metodo artistico dell'impressionismo cinese. Questa serie fu notata al tempo per la sua presentazione astratta del corpo femminile e la rappresentazione della coscienza sessuale. È stato realizzato principalmente in rame fuso, che è stato lucidato per diminuire la resistenza del materiale, creando un'esperienza tattile liscia e luminosa. Tale lavoro è servito a sottolineare la mancanza di esplorazione della sessualità nell'arte in Cina, attestando così Wu come un pioniere artistico di quel momento. Wu era un partecipante attivo nel mondo dell'arte moderna cinese. Voleva offrire una maggiore esposizione internazionale all'arte del suo paese, e avidamente esplorò e incorporò idee nuove nelle sue opere. In questo senso, era molto più audace rispetto ai suoi contemporanei più conservatori e convenzionali che erano titubanti nell'affrontare il tema della sessualità. Wu contribuì quindi a iniziare un nuovo capitolo nella storia dell'arte moderna cinese.
Durante il suo soggiorno in Austria, Wu comprese che il paese europeo possedesse un ambiente più liberale che gli avrebbe permesso di esprimersi artisticamente. Tentò di staccarsi dal movimento artistico in Cina, ma trovò questo una sfida: Wu si sentiva ora straniero sia nel paese nel quale ora viveva che nel suo paese d'origine. Per Wu è stato quindi inevitabile tornare alla sua identità, tuttavia mantenendo una prospettiva globale. Alcuni temi esplorati in questo periodo includevano il concetto di Yin e Yang.

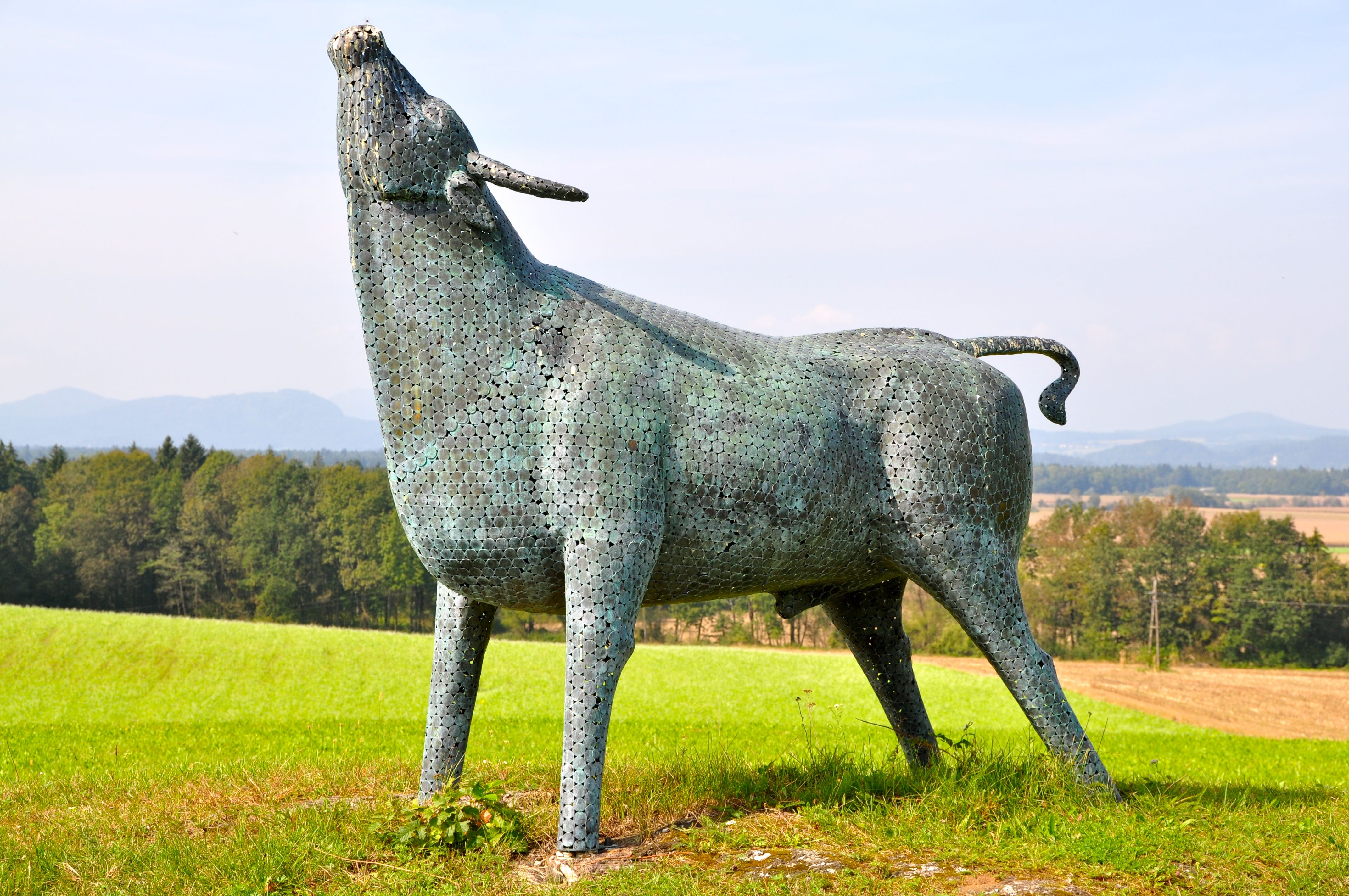
Toro di monete, Pakein, Grafenstein, Carinza, Austria

## Lavori successivi
Vivere all'estero ha permesso a Wu di acquisire maggiore familiarità con il rapporto tra arte e commercio. Nel corso degli anni assistette pure ai dannosi influssi della globalizzazione sull'arte. Notò per esempio durante le visite ai musei, come artisti che lui rispettava in quanto importanti voci di cambiamento erano stati commercializzati e degradati a marchi, tra l'altro riproducendo le loro opere su ogni tipo di prodotto di consumo.
Lo sviluppo del suo lavoro precedente, insieme a una maggiore consapevolezza della cultura consumistica, avrebbe permesso a Wu di creare la sua "Coin Series" nel 1991, in cui lui usava monete come mezzo per scolpire. Ad esempio Apple, composta da 45.000 monete di scellino austriaco, è registrata nel Guinness dei primati del 1995 come la prima e più grande scultura di monete al mondo.
Da quel momento Wu ha usato monete per produrre interpretazioni di forme scultoree sia occidentali che cinesi, tra cui Mao Zedong, Deng Xiaoping, Bill Gates, la dea greca dell'amore, Venere, il logo di McDonald's e una lattina di Coca-Cola. Ciò gli avrebbe permesso di trasmettere un forte messaggio sociale e di stabilire la sua firma artistica individuale sul palcoscenico internazionale, facendogli guadagnare un importante riconoscimento.
Nel 2001, per la sua prima mostra personale negli Stati Uniti presso la Plum Blossoms Gallery di New York - Coining MOMA, Wu Shaoxiang ha realizzato con monete brandite la propria rappresentazione della collezione permanente al Museum of Modern Art, ad esempio opere di Pablo Picasso, Alberto Giacometti, Aristide Maillol e Jasper Johns. Facendo ciò, stava indicando che le imprese come il MoMA erano sempre più guidate dalle imprese, effettuando campagne pubblicitarie su scala nazionale e riproducendo opere famose sugli articoli da regalo in vendita nei negozi dei musei. In effetti, avevano ridotto le immagini artistiche a immagini commerciali.
Nel suo ultimo lavoro, la serie "Walking Wealth", Wu continua ad esplorare il tema della ricchezza e della moderna cultura del consumo, anche se questa volta utilizza una nuova forma di rappresentazione scultorea - figure umane a grandezza naturale realizzate con riproduzioni in bronzo di dollari americani. Con il loro unico linguaggio del corpo e la sua presentazione, queste figure anonime sono divertente commenti sull'apparentemente infinita brama di denaro dell'umanità. Wu dimostra ancora una volta il suo talento nell'incorporare forma e concetto in modi nuovi e notevoli.

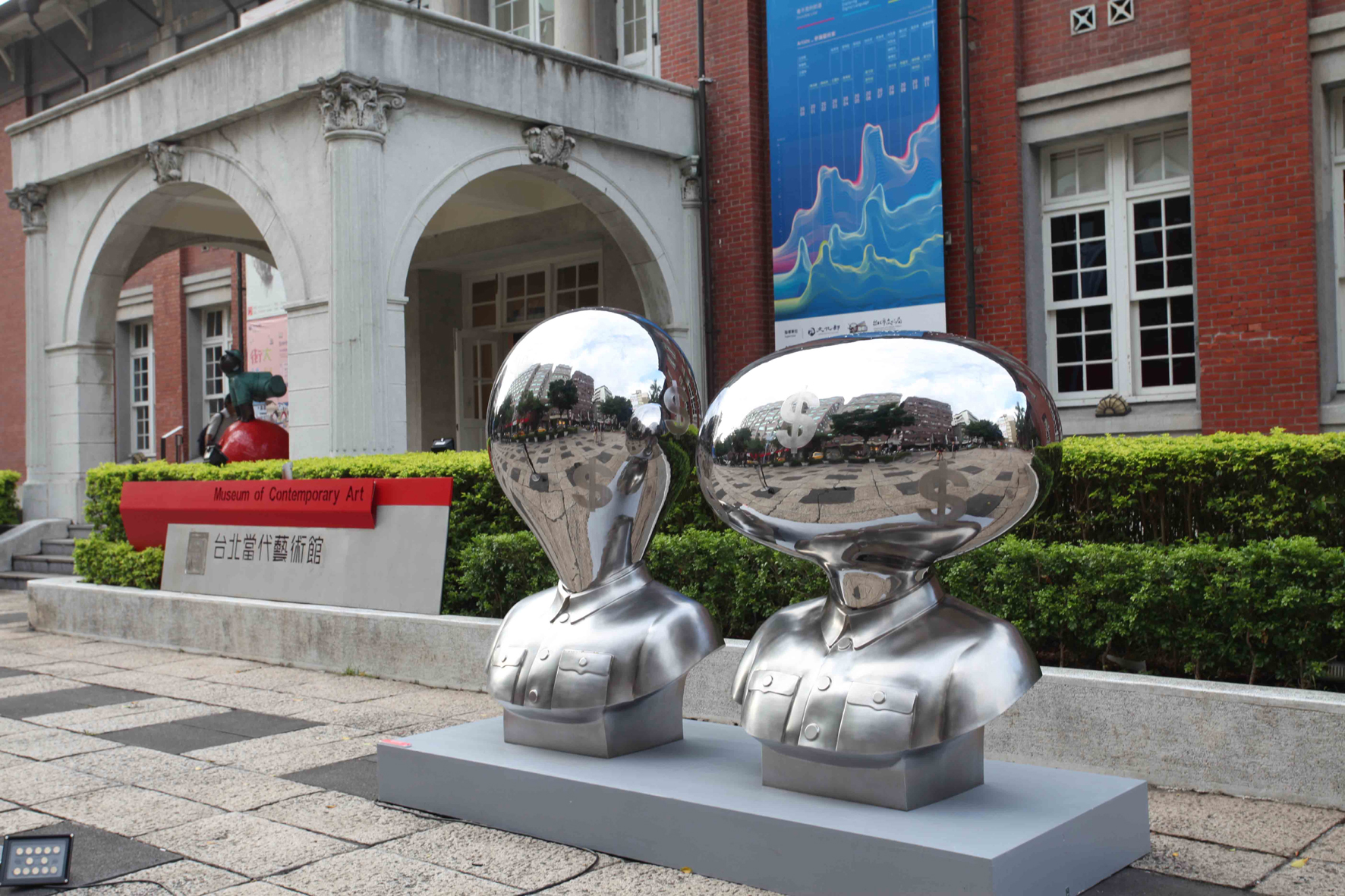
King and Queen, 2010, acciaio inossidabile, 150 x 231 x 80 cm, Museum of Contemporary Art Taipei, Taiwan

## Mostre personali selezionate
- Time Meteorite: Wu Shaoxiang Sculpture Works, Art Tianjin, Beijing Park, Tientsin, Cina, 2017
- Wu Shaoxiang, 30 years Exploration on the Art of Sculpture, Jiangxi Art Museum, Nanchang, Cina, 2016
- Desire Scenery - Retrospective, Tianjin Academy of Fine Arts, Cina, 2015
- Desire Scenery - Retrospective, Today Art Museum, Pechino, Cina, 2015
- Invisible Hand, assieme a Jiang Shuo, Linda Art Centre, 798, Pechino, Cina, 2015[9]
- Dolls and Masks, National Museum of Indonesia, Giacarta, Indonesia, 2014
- Dolls and Masks, assieme a Jiang Shuo,Museum of Contemporary Art, Singapore, 2014
- Going for The Money, assieme a Jiang Shuo, Plum Blossoms Gallery, Hong Kong, 2014
- Red vs. Green Archiviato il 17 febbraio 2020 in Internet Archive., assieme a Wu Shaoxiang, Werner Berg Museum, Bleiburg, Austria 2014[10]
- Camouflage, assieme a Jiang Shuo, Plum Blossoms Gallery, Hong Kong, 2013
- Going Forward! Going for Money!, Museum of Contemporary Art, Taipei, Taiwan, 2012
- Sculpture from China, Marsvinsholms skulpturpark, Svezia, 2011
- This Land so rich in Beauty, Plum Blossoms Gallery, Hong Kong, 2011
- Going Forward! Going for Money!, assieme a Jiang Shuo, Museum of Contemporary Art, Singapore, 2010
- New Age Cadre, White 8 Gallery, Vienna, Austria, 2010[11]
- Tao Hua yuan, 798 Linda Gallery, Pechino, Cina, 2009
- Paradise Fruits, Art Seasons, Zurigo, Svizzera, 2008[12]
- Walking Wealth, Plum Blossoms Gallery, Hong Kong, 2008
- Jiang Shuo and Wu Shaoxiang Exhibition at Songzhuang Museum, Pechino, Cina, 2007
- Chase, Linda Gallery, Singapore, 2006
- Chase, Linda Gallery, Giacarta, Indonesia, 2006
- Sculptures and Paintings, Schloss Gabelhofen, Fohnsdorf, Austria, 2003
- Coining MoMA, Plum Blossoms Gallery, New York City, USA, 2001
- Wu Shaoxiang and Jiang Shuo, Schloss Wolfsberg, Wolfsberg, Austria, 2001
- Coining, AAI Gallery, Vienna, Austria 2001
- Sculptures and Paintings, Gallery Synarte, Klagenfurt, Austria, 2000
- Wu Shaoxiang, Gallery Dida, Graz, Austria, 1999
- Red Memory, Plum Blossoms Gallery, Hong Kong, 1999
- Sculptures and Paintings, Salzburg Art Fair, Salisburgo, Austria, 1999
- Wu Shaoxiang, Gallery Daghofer, Leoben, Austria, 1998
- Blander and Wu Shaoxiang, Funda Gallery, St.Veit/GL, Austria, 1998
- Wu Shaoxiang and Jiang Shuo, Gallery Zentrum, Graz, Austria, 1997
- Wu Shaoxiang and Jiang Shuo, Shellanda Company, Klagenfurt, Austria, 1997
- Sculptor, The Rotunda, Exchange Square, Hong Kong, 1996
- Wu Shaoxiang-New Works, Gallery Kolly, Graz, Austria, 1996
- The Art of Coining, Hanart Gallery, Taipei, Taiwan, 1995
- Recent Sculptures, Plum Blossoms Gallery, Hong Kong, 1994
- Sculptures and Paintings, Gallery Zentrum, Graz, Austria, 1993
- Sculptures and Paintings, Europe House, Klagenfurt, Austria, 1993
- Sculptures and Paintings, Gallery Nemenz, Judenberg, Austria, 1992
- Sculptures and Paintings, Gallery Akzent K, Stoccarda, Germania, 1991
- Sculptures, Gallery d'Art Teroema, Firenze, Italia, 1991
- Apple, Messe Palast, Vienna, Austria, 1991
- Sculptures and Paintings, Gallery Burg Montendorf, Salisburgo, Austria, 1991
- Sculptures and Paintings, Raiffeisen Gallery, Klagenfurt, Austria, 1991
- Joint exhibition with Jiang Shuo, Culture House, Knittelfeld, Austria, 1991
- Sculptures and Paintings, City Hall Gallery, Klagenfurt, Austria, 1990
- Dream, China National Art Gallery, Pechino, Cina, 1988
- Sculptures, Central Academy of Arts and Design, Pechino, Cina, 1987
- Two and Three Dimension, joined by Chen Xiaoyu, Central Academy of Fine Arts, Pechino, Cina, 1985

## Mostre collettive
- Money in Art, Kunst im Traklhaus, Salisburgo, Austria, 2018
- Insight, Pingshan International Sculpture Exhibition, Shenzhen, Cina, 2018
- Art Basel, Presentato da Alisan Fine Art Gallery, Hong Kong, 2018
- Art Stage Singapore, Presentato da Linda Gallery, Singapore, 2018
- Art & Antique Vienna, Vienna, Austria, Schütz Fine Art-Chinese Department, 2018
- Fair for Art Vienna, Vienna, Austria, Schütz Fine Art-Chinese Department, 2018
- Art & Antique Residenz Salzburg (marzo and agosto), Salisburgo, Austria, Schütz Fine Art-Chinese Department Art & Antique, 2018
- Art Stage Indonesia, Linda Art Center, Indonesia, 2017
- Art Vienna, Leopold Museum, Vienna, Austria, Schütz Fine Art-Chinese Department, 2017
- Art & Antique Residenz Salzburg (marzo e agosto), Salisburgo, Austria, Schütz Fine Art-Chinese Department Art & Antique, 2017
- Art & Antique Vienna, Vienna, Austria Schütz Fine Art-Chinese Department, 2017
- Contemporary Chinese Art, Vienna, Austria Schütz Fine Art-Chinese Department, 2017
- Art & Antique Hofburg Vienna, Vienna, Austria Schütz Fine Art-Chinese Department, 2017
- Hong Kong Art, Hong Kong Art Center, Angela Li Contemporary, Hong Kong, 2017
- Art Beijing Archiviato il 19 gennaio 2019 in Internet Archive., Agriculture Exhibition Hall, Linda Gallery, 2017
- Art & Antique Residence Salzburg (marzo e agosto), Salisburgo, Austria, Schütz Fine Art-Chinese Department, 2016
- Art Miami New York, Schütz Fine Art-Chinese Department, 2016
- 10 Years Anniversary of Linda Art Center Exhibition, 798, Cina, 2016
- 60 Years of Anniversary of Tsing Hua University Art Academy, Art Museum of Tsing Hua University Art Academy, Pechino, Cina, 2016
- 2015 Art Salzburg, Austria, Schütz Fine Art-Chinese Department, 2015
- Olympia Art Fair, Olympia, Londra, Regno Unito, Schütz Fine Art-Chinese Department 2015
- Art & Antique Residenz Salzburg (marzo e agosto), Salisburgo, Austria, Schütz Fine Art-Chinese Department, 2015
- 20 years Schütz Fine Art, Schütz Fine Art, Vienna, Austria 2015
- Art & Antique Hofburg Vienna, Vienna, Austria, Schütz Fine Art-Chinese Department, 2015
- Art Stage Singapore, Linda Gallery, 2015
- 2014 Art Stage Singapore, Linda Gallery Art Taipei, Taiwan, Linda Gallery, 2014
- Shanghai Art Fair 2007, Shanghai, Cina, 2007
- ARTSingapore 2007, The Contemporary Asian Art Fair, Singapore, 2007
- Art Beijing 2007, Pechino, Cina, 2007
- China International Gallery Exposition 2007, Pechino, Cina, 2007
- ArtSingapore 2006, Singapore, 2006
- The International Asian Art Fair, The Armoury, New York, USA, 2003
- Sculptures, Elizabeth Weiner Fine Art Gallery, Santa Monica, California, USA, 2003
- The International Asian Art Fair, Lincoln Art Centre, New York, USA, 2002
- Configurations, Plum Blossoms Gallery, New York, Hong Kong, 2002
- International Biennial of Contemporary Art Austria, Hüttenberg, Austria, 2002
- The International Asian Art Fair, The Armoury, New York, USA, 2001
- The International Pavilion of Palm Beach, Art Palm Beach, Florida, USA, 2001
- Salon de Mars, Ginevra, Svizzera, 2001
- Chinese Figure, Hanart Gallery, Hong Kong, 2000
- The International Asian Art Fair, The Armoury, New York, USA, 2000
- The 20th Century Art, The Armoury, New York, USA, 2000
- The International Contemporary Art Fair, Los Angeles, USA, 1999
- Goedhuis Contemporary, Londra, Regno Unito, 2000
- The International Contemporary Art Fair, Palazzo Degli Affari, Firenze, Italia, 1998
- Contemporary Austrian Painter, The Rotunda, Exchange Square, Hong Kong, 1998
- The International Asian Art Fair, The Armoury, New York, USA, 1997
- Contemporary Austrian Painter, The Rotunda, Exchange Square, Hong Kong, 1997
- Table for Two, LKF Gallery, Hong Kong, 1996
- The Collector's View, Hanart Gallery, Hong Kong, 1996
- Art Asia, Hong Kong Convention and Exhibition Centre, Hong Kong, 1995
- Budapest Art Expo, Budapest, Ungheria, 1995
- New Trends Art Hong Kong, Hong Kong Convention and Exhibition Centre, Hong Kong, 1994
- Tresors Singapore, World Trade Centre, Singapore, 1994
- Art Asia, Hong Kong Convention and Exhibition Centre, presented by Plum Blossoms Gallery, Hong Kong, 1994
- The Spirit of Times, Gallery Hinteregger, St. Pölten, Austria, 1993
- Packaged Art, Bündner Art Museum, Coira, Svizzera, 1990
- International Art Exhibition, Stadgarden Gallery, Norden, Germania, 1990
- Avant-garde China, China National Art Gallery, Pechino, Cina, 1989
- New Expressionism in China, China National History Museum, Pechino, Cina, 1989
- 30 Years The Central Academy of Arts & Design, Central Academy of Arts and Design, Pechino, Cina,1988
- Works by Young Beijing Artist, China National Art Gallery, Pechino, Cina, 1987
- Contemporary Chinese Fine Art, Toronto Exhibition Hall, Toronto, Canada, 1987
- Excellent Chinese Urban Sculptures, China National Art Gallery, Pechino, Cina, 1987
- Tradition and Modern - New Sculptures, China National Art Gallery, Pechino, Cina, 1987
- National Sculpture Exhibition, China National Art Gallery, Pechino, Cina,1986
- New Works from Jingdezhen Ceramics Institute, Jingdezhen, 1982
- Ceramics Museum, Jingdezhen, Cina, 1982
- Jiang Xi Province Art Exhibition, Jiang Xi Revolution Museum, Nanchang, Cina, 1981
- National Art Academy's Drawing Exhibition, China Art Academy, Hangzhou, Cina 1981

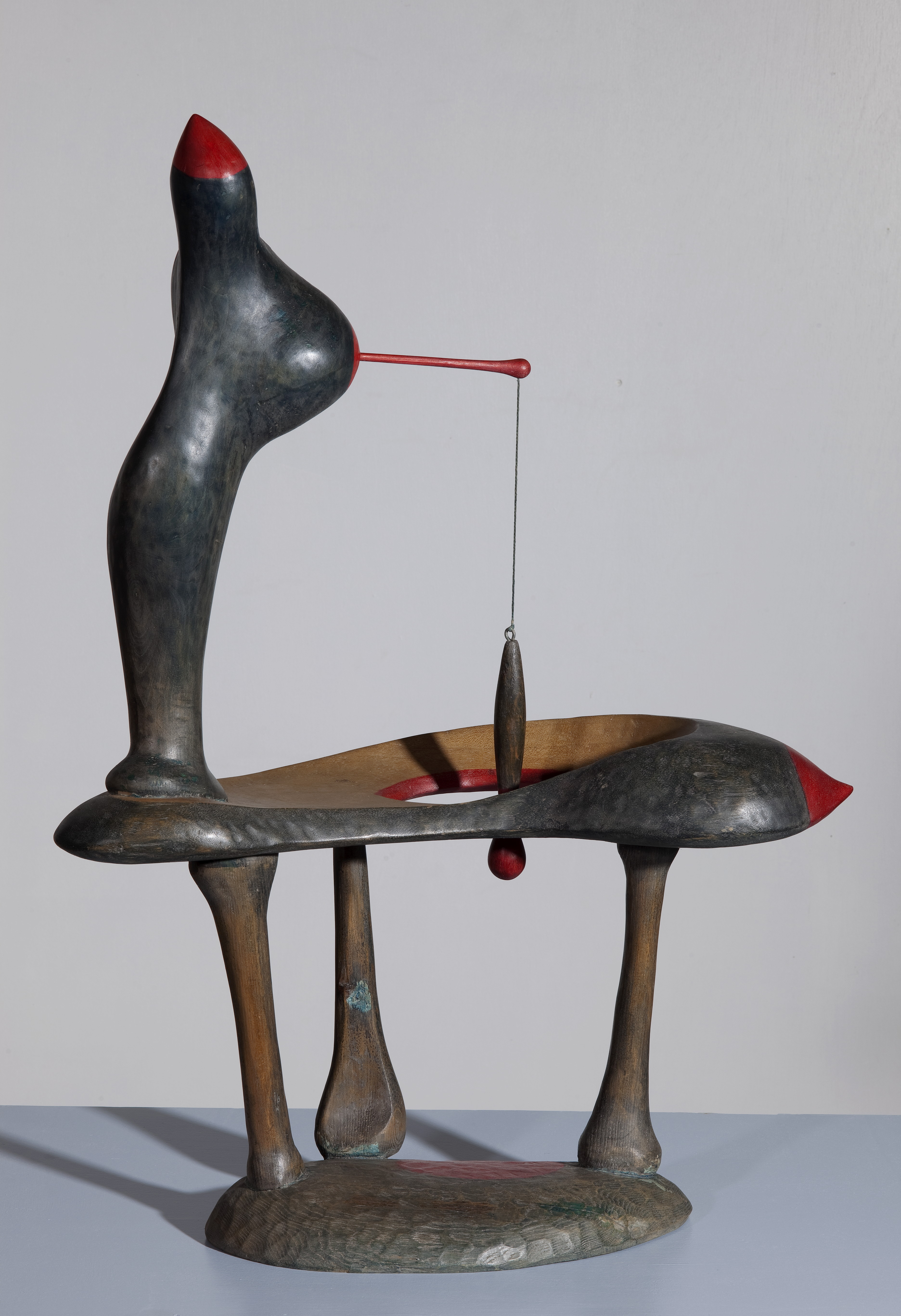
Shoe, 1986, legno, bamboo e corda, 92 cm

## Opere selezionate
- Torso from the Louvre. Bronzo, 139 x 58 x 34 cm. 2018. Schütz Fine Art, Vienna, Austria
- Naked Nike. Bronzo e acciaio inossidabile, 178 x 60 x 75 cm. 2016. Schütz Fine Art, Vienna, Austria
- Fruits of Paradise. Bronzo patinato, 92 x 111 x 60 cm, 2008. Schütz Fine Art, Vienna, Austria. In collaborazione con Jiang Shuo
- Coining MoMA- Brâncuși, Tree, H.M.Z. Foundation, Fohnsdo, 2003
- Coining MOMA-Maillol. Scellini Austriaci, 95 x 58 x 43 cm. 2001. Schütz Fine Art, Vienna, Austria
- Head From British Museum, Bowl, Torso, Cyber Club, Hong Kong, 2003
- Family III (fountain), Singulus, Umago, Croazia, 2003
- Harmonious (fountain), Ebenthal District Government, Ebenthal, Austria, 2002
- Harmonious (fountain), Wolkensberg Foundation, Klagenfurt, Austria, 2002
- Clouds VI, Celebrity Cruises, Miami, USA, 2002
- Torso From Louvre, RBB Bank Spittal, Spittal an der Drau, Austria, 2002
- Deng Xiaoping Souvenir Badge, Wadsworth Collection, New York, USA, 2001
- Patrick, Schloss Pakein, Grafenstein, Austria, 2001
- Pomegrante, Barmherzigen Bruder Hospital, St. Veit, Austria, 2001
- Circulate, Volksbank Karnten Sud, Klagenfurt, Austria, 2001
- Fountain, Villa Ried, St.Veit, Austria, 2000
- Mao, Venus From British Museum, Crow Art Museum, Dallas, USA, 1999
- Head From Gugenheim, Karnten State Government, Austria, 1999
- Man On Peach, Hypo Landesbank, Klagenfurt, Austria, 1999
- Goddess, Leoben City Government, Leoben, Austria, 1998
- Venus, RBB Bank, Klagenfurt, Austria, 1998
- Cloud, Villa Borovnik, Ferlach, Austria, 1998
- Goddess, Beijing Silver Tower, Pechino, Cina, 1998
- The Moon, LKH 2000 Sculpture Park, Karnten State Government, Klagenfurt, Austria, 1997
- Gentle Breath, Björn Borg Collection, Stoccolma, Svezia, 1997
- Coin, Control Bank, Vienna, Austria 1997
- Venus, RBB Bank, Klagenfurt, Austria, 1997
- Sepe, State Icehockey Hall, Klagenfurt, Austria, 1997
- Family (fountain), Starmann Company, Klagenfurt, Austria, 1996
- Enjoyable (fountain), County Attendant Centre, County Government, Moosburg, Austria, 1996
- Torso, Schwarzneger Art collection, Los Angeles, USA, 1996
- Winged Source (fountain), Ford Sintsching, Klagenfurt, Austria, 1995
- Banana, Hanart Gallery, Hong Kong, 1995
- The Moon, Renaissance Hotel, Hong Kong, 1995
- The Great Venus of 20th Century, New World Centre, Kowloon, Hong Kong, 1995
- Gentle Breath, New World Hotel, Shenzhen, Cina, 1995
- Harmonius. Marmo italiano, 46 x 56 x 15 cm. 1994. Schütz Fine Art, Vienna, Austria
- The Seed of Jade, RBB Bank, Klagenfurt, Austria, 1994
- The Great Venus of 20th Century, Wing on Art Collection St. Paul, De Veuce, Francia, 1994
- Head, Klagenfurt City Gallery, Klagenfurt, Austria, 1994
- Inner Movement, DAF Aichwalder, Klagenfurt, Austria, 1993
- Flutist, House Hinteregger, St. Pölten, Austria, 1993
- Turning Figure, City Government, St.Veit/Glan, Austria, 1993
- Window, Raiffeisen Lands Bank, Klagenfurt, Austria, 1993
- Hand (Fountain), Köck Villa, Velden, Austria, 1992
- Telephon, Gallery Akzent K, Stoccarda, Germania, 1992
- Apple, Banca Nazionale Austriaca, Vienna, Austria 1991
- Sitting Girl, Treibach Sport Centre, Treibach, Austria, 1991
- Heavenly Dog, Hardy Collection Museum, Pörtschach, Austria, 1991
- Turning Figure, Kärnten State Culture Council, Klagenfurt, Austria, 1991
- Gentle Breath, Banca Nazionale Austriaca, Vienna, Austria 1990
- Dancing Spirit, Stroh Centre, Klagenfurt, Austria, 1990
- Family (fountain), local government, St Veit/Glan, Austria, 1989
- Victory, The Revolution Monument, Shijiazhuang, Shijiazhuang, Cina, 1988
- City Symbol Sculpture, Luzhu City, Cina, 1988
- Meditation, Europe Sculpture Park, Klagenfurt, Austria, 1988
- The Four Feelings, China Association of letters and Arts, Pechino, Cina, 1987
- The See of Knowledge, Central University of Finance, Pechino, Cina, 1987
- Masks, Beijing International Hotel, Pechino, Cina, 1987
- Bath, The Central Academy of Arts and Design, Pechino, Cina, 1987
- Spring, Bin River Park, Beijing City Government, Pechino, Cina, 1986

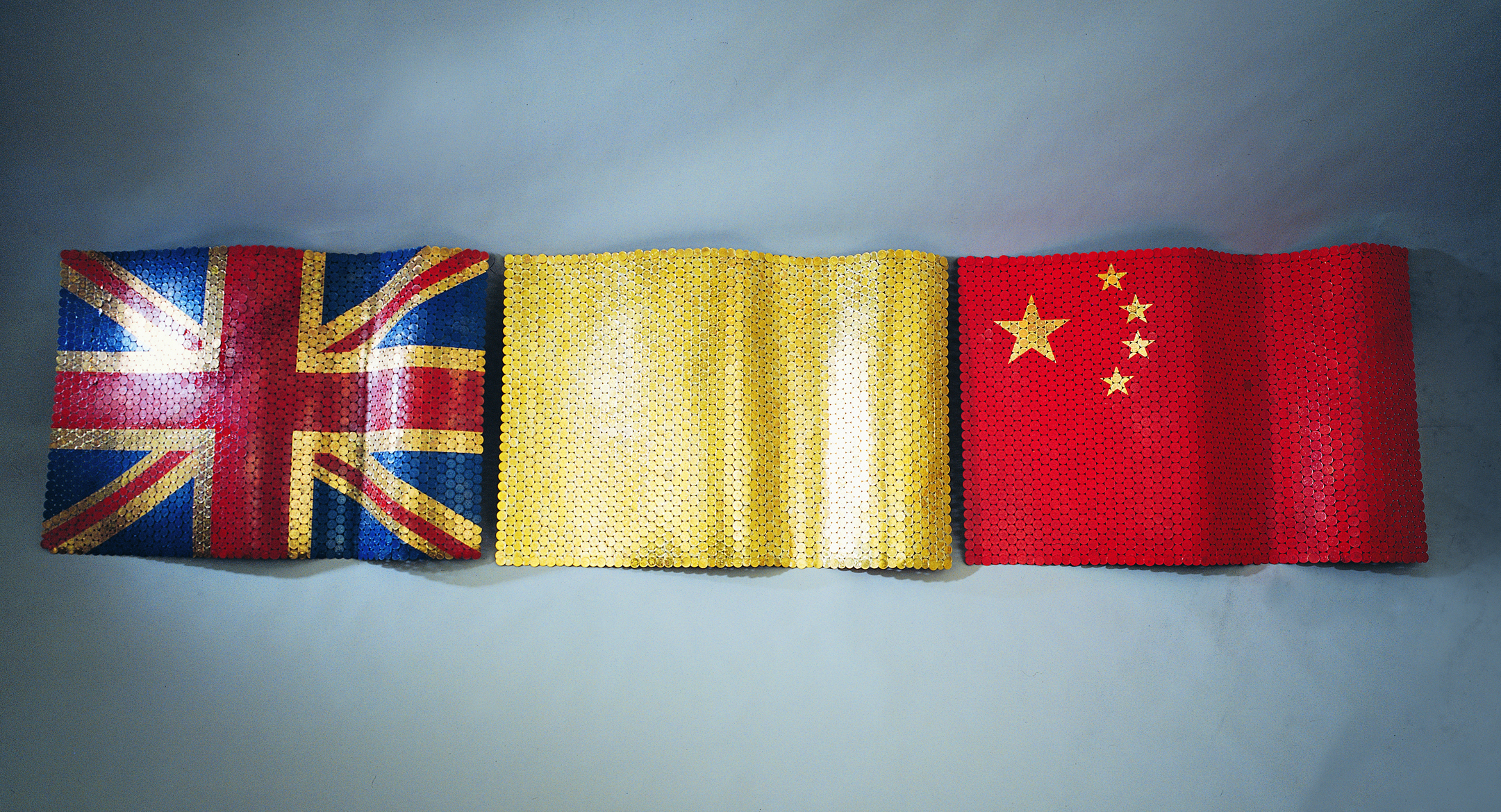
The Flags of Hong Kong, 1994, monete di dollari di Hong Kong, 70 x 313 x 9 cm, collezione del Hong Kong Art Museum